# Pedro Ferrer
Pedro Ferrer (1908. – ?), kubai válogatott labdarúgó.
A kubai válogatott tagjaként részt vett az 1938-as világbajnokságon.

## Külső hivatkozások
- Pedro Ferrer – a FIFA adatbázisában